# امینی-روی
اَمینی-روی (به فرانسوی: Amigny-Rouy) یک کمون در فرانسه است که در پیکاردی واقع شده‌است.

## خصوصیات
اَمینی-روی ۱۳٫۰۸ کیلومترمربع مساحت و ۷۲۸ نفر جمعیت دارد.